# Natação no Campeonato Mundial de Esportes Aquáticos de 2009 - 400 m livre masculino
A prova dos 400 metros livre masculino da natação no Campeonato Mundial de Esportes Aquáticos de 2009 ocorreu no dia 26 de julho no Stadio del Nuoto em Roma.

## Recordes
Antes desta competição, os recordes mundiais e do campeonato nesta prova eram os seguintes:
| Tipo                  | Atleta     | Tempo   | Local      | Data                | Ref |
| --------------------- | ---------- | ------- | ---------- | ------------------- | --- |
|                       | Ian Thorpe | 3:40,08 | Manchester | 30 de julho de 2002 | ver |
| Recorde do campeonato | Ian Thorpe | 3:40,17 | Fukuoka    | 22 de julho de 2001 | ver |

## Medalhistas
| Ouro                  | Prata                  | Bronze          |
| Paul Biedermann (GER) | Oussama Mellouli (TUN) | Zhang Lin (CHN) |

## Resultados

### Eliminatórias
Estes são os resultados das eliminatórias:
| Pos. | Atleta                    | Tempo   | Bateria | Raia | Notas           |
| ---- | ------------------------- | ------- | ------- | ---- | --------------- |
| 1    | GER Paul Biedermann       | 3:43,01 | 9       | 2    | Recorde europeu |
| 2    | CHN Zhang Lin             | 3:43,58 | 9       | 4    |                 |
| 3    | TUN Oussama Mellouli      | 3:43,78 | 8       | 4    |                 |
| 4    | DEN Mads Glæsner          | 3:44,59 | 8       | 3    |                 |
| 5    | USA Peter Vanderkaay      | 3:45,40 | 10      | 5    |                 |
| 6    | GBR David Davies          | 3:45,43 | 9       | 3    |                 |
| 7    | CAN Ryan Cochrane         | 3:45,52 | 8       | 5    |                 |
| 8    | HUN Gergő Kiss            | 3:45,68 | 8       | 6    |                 |
| 9    | USA Daniel Madwed         | 3:45,95 | 9       | 7    |                 |
| 10   | RUS Nikita Lobintsev      | 3:45,97 | 9       | 5    |                 |
| 11   | AUS Robert Hurley         | 3:46,01 | 10      | 2    |                 |
| 12   | KOR Park Taehwan          | 3:46,04 | 10      | 4    |                 |
| 13   | RSA Jean Basson           | 3:46,64 | 10      | 8    |                 |
| 14   | GBR Robert Renwick        | 3:46,75 | 9       | 0    |                 |
| 15   | JPN Takeshi Matsuda       | 3:46,95 | 10      | 3    |                 |
| 16   | ITA Massimiliano Rosolino | 3:47,05 | 10      | 6    |                 |
| 17   | ITA Cesare Sciocchetti    | 3:47,40 | 8       | 7    |                 |
| 18   | CHN Sun Yang              | 3:47,51 | 10      | 0    |                 |
| 19   | AUT David Brandl          | 3:47,61 | 9       | 8    |                 |
| 20   | TUN Ahmed Mathlouthi      | 3:47,83 | 10      | 7    |                 |
| 21   | AUS Ryan Napoleon         | 3:47,98 | 10      | 1    |                 |
| 22   | FRO Pal Joensen           | 3:48,93 | 8       | 1    |                 |
| 23   | DEN Jon Rahauge           | 3:49,17 | 10      | 9    |                 |
| 24   | HUN Peter Bernek          | 3:49,43 | 7       | 4    |                 |
| 25   | JPN Sho Uchida            | 3:50,16 | 8       | 2    |                 |
| 26   | NZL Moss Burmester        | 3:51,31 | 8       | 8    |                 |
| 27   | CAN Blake Worsley         | 3:51,86 | 6       | 5    |                 |
| 28   | NOR Gard Kvale            | 3:52,22 | 8       | 0    |                 |
| 29   | AUT Dominik Koll          | 3:52,57 | 9       | 1    |                 |
| 30   | SUI David Karasek         | 3:52,64 | 6       | 4    |                 |

| Ver o restante da classificação | Ver o restante da classificação    | Ver o restante da classificação | Ver o restante da classificação | Ver o restante da classificação | Ver o restante da classificação | Ver o restante da classificação |
| Pos.                            | Atleta                             | Tempo                           | Bateria                         | Raia                            | Notas                           |                                 |
| ------------------------------- | ---------------------------------- | ------------------------------- | ------------------------------- | ------------------------------- | ------------------------------- | ------------------------------- |
| 31                              | ARG Esteban Paz                    | 3:53,07                         | 7                               | 5                               |                                 |                                 |
| 32                              | COL Julio Cesar Galofre Montes     | 3:54,24                         | 6                               | 2                               |                                 |                                 |
| 33                              | BEL Stef Verachten                 | 3:54,66                         | 7                               | 3                               |                                 |                                 |
| 34                              | SRB Djordje Markovic               | 3:54,87                         | 8                               | 9                               |                                 |                                 |
| 35                              | POR Fábio Pereira                  | 3:55,00                         | 7                               | 7                               |                                 |                                 |
| 36                              | VEN Daniele Tirabassi              | 3:55,55                         | 7                               | 6                               |                                 |                                 |
| 37                              | POR Jorge Maia                     | 3:55,76                         | 9                               | 9                               |                                 |                                 |
| 38                              | IRL Ryan Harrison                  | 3:55,88                         | 7                               | 1                               |                                 |                                 |
| 39                              | KOR Jang Sangjin                   | 3:56,35                         | 7                               | 2                               |                                 |                                 |
| 40                              | EGY Mohamed Farhoud                | 3:57,01                         | 7                               | 0                               |                                 |                                 |
| 41                              | LUX Raphael Stacchiotti            | 3:57,34                         | 6                               | 3                               |                                 |                                 |
| 42                              | MEX Daniel Delgadillo              | 3:58,66                         | 7                               | 8                               |                                 |                                 |
| 43                              | SLO Jan Karel Petric               | 3:58,91                         | 6                               | 7                               |                                 |                                 |
| 44                              | VEN Ricardo Monasterio             | 3:59,04                         | 6                               | 1                               |                                 |                                 |
| 45                              | COL Mateo de Angulo Velasco        | 3:59,11                         | 6                               | 6                               |                                 |                                 |
| 46                              | FRA Nicolas Rostoucher             | 3:59,15                         | 9                               | 6                               |                                 |                                 |
| 47                              | TUR Kemal Arda Gurdal              | 3:59,47                         | 5                               | 5                               |                                 |                                 |
| 48                              | KAZ Oleg Rabota}                   | 3:59,60                         | 6                               | 8                               |                                 |                                 |
| 49                              | TPE Chien Juiting                  | 3:59,78                         | 5                               | 4                               |                                 |                                 |
| 50                              | PER Sebastian Jahnsen Madico       | 4:01,47                         | 5                               | 6                               |                                 |                                 |
| 51                              | KAZ Dmitriy Gordiyenko             | 4:02,13                         | 5                               | 3                               |                                 |                                 |
| 52                              | ECU Ivan Alejandro Enderica        | 4:02,86                         | 6                               | 0                               |                                 |                                 |
| 53                              | IRI Saeed Malekae Ashtiani         | 4:03,69                         | 4                               | 1                               |                                 |                                 |
| 54                              | PER Sebastian Arispe Silva         | 4:03,72                         | 5                               | 2                               |                                 |                                 |
| 55                              | TPE Lin Kuan-Ting                  | 4:04,61                         | 5                               | 8                               |                                 |                                 |
| 56                              | UZB Sobitjon Amilov                | 4:04,92                         | 4                               | 4                               |                                 |                                 |
| 56                              | TPE Pan Kai-Wen                    | 4:04,92                         | 7                               | 9                               |                                 |                                 |
| 58                              | GEO Irakli Revishvili              | 4:05,18                         | 6                               | 9                               |                                 |                                 |
| 59                              | BIH Hajder Ensar                   | 4:05,50                         | 4                               | 2                               |                                 |                                 |
| 60                              | IND Mandar Divase                  | 4:06,18                         | 1                               | 6                               |                                 |                                 |
| 61                              | MAR Berrada Morad                  | 4:06,48                         | 4                               | 5                               |                                 |                                 |
| 62                              | KUW Marzouq Alsalem                | 4:07,43                         | 5                               | 0                               |                                 |                                 |
| 63                              | ECU Esteban Enderica               | 4:07,58                         | 5                               | 7                               |                                 |                                 |
| 64                              | CRC Jose Alberto Montoya           | 4:08,84                         | 4                               | 7                               |                                 |                                 |
| 65                              | GUA Gary Pineda                    | 4:08,99                         | 3                               | 2                               |                                 |                                 |
| 66                              | SIN Yeo Kai Quan                   | 4:11,32                         | 5                               | 9                               |                                 |                                 |
| 67                              | KSA Loai Abdulwahid Tashkandi      | 4:12,19                         | 4                               | 3                               |                                 |                                 |
| 68                              | GIB Colin Bensadon                 | 4:12,31                         | 3                               | 7                               |                                 |                                 |
| 69                              | PLE Ahmed Jebrel                   | 4:12,94                         | 3                               | 5                               |                                 |                                 |
| 70                              | MAC Antonio Tong                   | 4:13,87                         | 3                               | 6                               |                                 |                                 |
| 71                              | KGZ Aleksandr Slepchenko           | 4:14,31                         | 4                               | 8                               |                                 |                                 |
| 72                              | MLT Neil Agius                     | 4:16,10                         | 3                               | 3                               |                                 |                                 |
| 73                              | HON Allan Gabriel Gutierrez Castro | 4:16,14                         | 4                               | 6                               |                                 |                                 |
| 74                              | DOM Radhames Kalaf                 | 4:16,29                         | 4                               | 0                               |                                 |                                 |
| 75                              | ESA Rafael Alfaro                  | 4:16,95                         | 3                               | 1                               |                                 |                                 |
| 76                              | KGZ Vitalii Khudiakov              | 4:17,26                         | 3                               | 4                               |                                 |                                 |
| 77                              | HON Luis Andres Martorell Name     | 4:18,18                         | 3                               | 9                               |                                 |                                 |
| 78                              | MAC Ngou Pok Man                   | 4:18,21                         | 2                               | 4                               |                                 |                                 |
| 79                              | SIN Cheah Mingzhe Marcus           | 4:19,28                         | 5                               | 1                               |                                 |                                 |
| 80                              | BOL Ignacio Iván Quevedo Bubba     | 4:20,09                         | 2                               | 5                               |                                 |                                 |
| 80                              | NCA Omar Nunez                     | 4:20,09                         | 3                               | 8                               |                                 |                                 |
| 82                              | TAH Heimanu Sichan                 | 4:20,11                         | 4                               | 9                               |                                 |                                 |
| 83                              | UAE Ali Al Kaabi                   | 4:25,78                         | 2                               | 7                               |                                 |                                 |
| 84                              | MRI Jean Marie Emmanuel Froget     | 4:26,48                         | 2                               | 3                               |                                 |                                 |
| 85                              | FIJ Paul Elaisa                    | 4:26,61                         | 2                               | 1                               |                                 |                                 |
| 86                              | FIJ Douglas Miller                 | 4:27,13                         | 2                               | 2                               |                                 |                                 |
| 87                              | TAH Vincent Perry                  | 4:27,41                         | 3                               | 0                               |                                 |                                 |
| 88                              | IRQ Ahmed Majeed Ali Tayawi        | 4:30,55                         | 2                               | 8                               |                                 |                                 |
| 89                              | MRI Mathieu Gilles Marquet         | 4:32,36                         | 2                               | 6                               |                                 |                                 |
| 90                              | SEY Adam Viktora                   | 4:43,14                         | 2                               | 9                               |                                 |                                 |
| 91                              | MNP Shin Kimura                    | 4:47,58                         | 2                               | 0                               |                                 |                                 |
| 92                              | ALB Elio Berberi                   | 4:49,85                         | 1                               | 5                               |                                 |                                 |
| 93                              | GUY Henk Aloysius Lowe             | 4:52,56                         | 1                               | 4                               |                                 |                                 |
| 94                              | MDV Ibrahim Shameel                | 5:28,11                         | 1                               | 3                               |                                 |                                 |

### Final
Estes são os resultados da final:
| Pos.              | Atleta               | Tempo   | Raia | Notas            |
| ----------------- | -------------------- | ------- | ---- | ---------------- |
| Medalha de ouro   | GER Paul Biedermann  | 3:40,07 | 4    | Recorde mundial  |
| Medalha de prata  | TUN Oussama Mellouli | 3:41,11 | 3    | Recorde africano |
| Medalha de bronze | CHN Zhang Lin        | 3:41,35 | 5    | Recorde asiático |
| 4                 | USA Peter Vanderkaay | 3:43,20 | 2    |                  |
| 5                 | DEN Mads Glæsner     | 3:44,40 | 6    |                  |
| 6                 | HUN Gergő Kiss       | 3:46,30 | 9    |                  |
| 7                 | CAN Ryan Cochrane    | 3:46,60 | 1    |                  |
| 8                 | GBR David Davies     | 3:47,02 | 7    |                  |

## Novos recordes
| Tipo                  | Atleta          | Tempo   | Local | Data                | Ref |
| --------------------- | --------------- | ------- | ----- | ------------------- | --- |
|                       | Paul Biedermann | 3:40,07 | Roma  | 26 de julho de 2009 | ver |
| Recorde do campeonato | Paul Biedermann | 3:40,07 | Roma  | 26 de julho de 2009 | ver |

Legenda
| Recorde mundial       | Recorde mundial (World record)               |                       | Recorde africano                      | Recorde africano (African) |                                           | Q | Classificado por posição (Qualified) |
| Recorde do campeonato | Recorde do campeonato (Championship record)  | Recorde da América    | Recorde da América (Americas)         | q                          | Classificado por melhor tempo (Qualified) |   |                                      |
| Melhor marca do ano   | Melhor marca do ano (World leading)          | Recorde asiático      | Recorde asiático (Asian)              | DNS                        | Não largou (Did not start)                |   |                                      |
| Recorde nacional      | Recorde nacional (National record)           | Recorde europeu       | Recorde europeu (European)            | DNF                        | Não terminou (Did not finish)             |   |                                      |
| Recorde pessoal       | Recorde pessoal do atleta (Personal best)    | Recorde da Oceania    | Recorde da Oceania (Oceania)          | DSQ / DQ                   | Desclassificado (Disqualified)            |   |                                      |
| Recorde da temporada  | Recorde da temporada do atleta (Season best) | Recorde sul-americano | Recorde sul-americano (South America) | NM                         | Sem marca (No mark)                       |   |                                      |